# Timi Dakolo
Timi Dakolo, właśc. Donald Timiebi Dakolo (ur. 20 stycznia 1981 w Akrze) – ghańsko-nigeryjski piosenkarz, autor tekstów i kompozytor, zwycięzca programu Idols West Africa, wykonujący muzykę z pogranicza R&B i soulu, śpiewający głównie po angielsku, jak również w językach joruba i ijaw.

## Dzieciństwo i młodość
Timi Dakolo urodził się w Akrze jako syn Nigeryjczyka i Ghanki. Dorastał w Port Harcourt w Nigerii wychowywany przez babkę pod nieobecność rodziców, którzy wyjechali za pracą do Lagosu. To ją właśnie wskazuje jako swoją pierwszą nauczycielkę śpiewu. W wieku 12 lat zaczął występować w chórze kościelnym. W 2003 roku założył z trójką przyjaciół zespół muzyczny Purple Love, z którym dawał występy w lokalnych klubach nocnych. Grupa zawiesiła działalność dwa lata później w związku z przyjęciem jej członków na University of Port Harcourt, gdzie Dakolo rozpoczął studia na kierunku komunikacja.

## Kariera muzyczna
W 2007 roku wziął udział w telewizyjnym talent show Idols West Africa opartym na franszyzie brytyjskiego Pop Idol. Program wygrał, uzyskując 63% głosów publiczności. Choć nagrodą główną był kontrakt płytowy Sony BMG, piosenkarz nigdy nie wydał albumu w tej wytwórni, tłumacząc to niewywiązaniem się organizatorów konkursu z obietnicy i ich wycofaniem się ze współpracy z artystą. Swój pierwszy singiel, Let It Shine, wydał w 2008 nakładem niezależnej wytwórni 1976 Records, zaś debiutancką płytę, Beautiful Noise, nakładem Lone Records/Now Muzik dopiero w 2011.

## Dyskografia

### Album
| Rok  | Tytuł | Lista utworów |
| ---- | --- | --- |
| 2011 | Beautiful Noise - Data wydania: - 18 lipca 2011 - 11 września 2011 [edycja premium] - Wydawca: Lone Records/Now Muzik - Formaty: CD, digital download | 1. „Intro” 2. „Let It Shine” 3. „The Woman I Love” 4. „I Love You” (feat. Jesse Jagz) 5. „Heaven Please” (feat. M.I) 6. „Is It Over” (feat. Joan Ekpai) 7. „Love Song” 8. „Raise the Roof” (feat. Cobhams) 9. „Love Of My Life” 10. „So Beautiful” (feat. Elvis Larri) 11. „There’s a Cry” 12. „I Love You (Remix)” (feat. Jesse Jagz) 13. „Great Nation” [edycja premium] 14. „Yes I Do (Love You)” [edycja premium] |

### Single
| Rok  | Tytuł | Album                            |
| ---- | --- | -------------------------------- |
| 2008 | „Let It Shine” - Data wydania: 18 grudnia 2008 - Wydawca: 1976 Records                                    | –                                |
| 2009 | „Heaven Please” (feat. M.I) - Data wydania: 26 września 2009 - Wydawca: Cobhams Asuquo Music Productions  | TIMI (nigdy nie wydany)          |
| 2010 | „Cry For You” (feat. Rilwan) - Data wydania: 26 sierpnia 2010 - Wydawca: Cobhams Asuquo Music Productions | –                                |
| 2010 | „Love to Love You” (feat. Jesse Jagz)                                                                     | –                                |
| 2010 | „I Love You” (feat. Jesse Jagz)                                                                           | Beautiful Noise                  |
| 2010 | „Let It Shine”                                                                                            | Beautiful Noise                  |
| 2011 | „There's a Cry”                                                                                           | Beautiful Noise                  |
| 2011 | „So Beautiful” (feat. Elvis Larri)                                                                        | Beautiful Noise                  |
| 2011 | „Great Nation”                                                                                            | Beautiful Noise (edycja premium) |
| 2012 | „Love Song”                                                                                               | Beautiful Noise (edycja premium) |

## Teledyski
| Rok  | Tytuł                              | Reżyser         |
| ---- | ---------------------------------- | --------------- |
| 2010 | „I Love You”                       | Bobby Boulders  |
| 2011 | „Let It Shine”                     | Yinka Obebe     |
| 2011 | „There's a Cry”                    | Justin Edet     |
| 2011 | „So Beautiful” (feat. Elvis Larri) | Onesoul         |
| 2012 | „Love Song”                        | Clarence Peters |

## Nagrody i nominacje
| Rok  | Nagrody                 | Nominowane dzieło           | Kategoria                                                        | Rezultat  |
| ---- | ----------------------- | --------------------------- | ---------------------------------------------------------------- | --------- |
| 2010 | Hip Hop World Awards[*] | „Heaven Please” (feat. M.I) | Nagranie roku Recording of the Year                              | Wygrana   |
| 2010 | Hip Hop World Awards[*] | „Heaven Please” (feat. M.I) | Najlepsze męskie wykonanie wokalne Best Vocal Performance (Male) | Nominacja |
| 2011 | The Headies[*]          | „There's a Cry”             | Najlepsza świadoma piosenka roku Best Conscious Song of the Year | Nominacja |
| 2011 | The Headies[*]          | „There's a Cry”             | Najlepsze męskie wykonanie wokalne Best Vocal Performance (Male) | Nominacja |

[*] Hip Hop World Awards to nagrody przyznawane od 2006 przez nigeryjski magazyn muzyczny "Hip Hop World", w 2011 przemianowane na The Headies.